# Иловатка (приток Аркадака)
Иловатка — река в России, протекает по Екатериновскому району Саратовской области. Устье реки находится в 94 км по левому берегу реки Большой Аркадак. Длина реки составляет 12 км. Площадь водосборного бассейна — 75,2 км².

## Данные водного реестра
По данным государственного водного реестра России относится к Донскому бассейновому округу, водохозяйственный участок реки — Хопёр от истока до впадения реки Ворона, речной подбассейн реки — Хопер. Речной бассейн реки — Дон (российская часть бассейна).
Код объекта в государственном водном реестре — 05010200112107000005780.